# 酒井億尋
酒井 億尋（さかい おくひろ、1894年5月 - 1983年10月16日）は、日本の実業家。荏原製作所社長、会長。

## 人物・経歴
新潟県出身。新潟県士族酒井直一の三男として1894年誕生。1912年に早稲田実業学校を卒業し、1916年に早稲田大学商科卒業後、荏原製作所に入社、社長、会長を務めた。荏原製作所創立者である畠山一清の女婿。